# تكشيطة

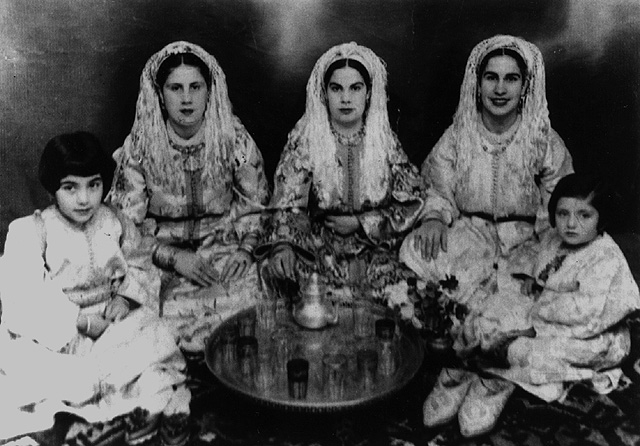
نساء مغربيات بالتكشيطة و القفطان المغربي مطلع القرن 20

التكشيطة هي لباس تقليدي مغربي للنساء، طويل مكون من قطعتين (الفوقية والتحتية)، تلبسه المرأة المغربية خاصة في الأعراس والأفراح أو عند مقدم ضيوف مميزين. تستخدم النساء حزاما خاصا بالتكشيطة عند خصرهن، في المناسبات العادية يستعملن المجدول أما عند الأفراح والأعراس فتستعملن المضمة. وقد أعلنت وزارة السياحة والصناعة التقليدية بشكل رسمي تقديم ملف القفطان المغربي الاصيل إلى اليونسكو، بهدف إدراج هذا الزي التقليدي ضمن القائمة التمثيلية للتراث الثقافي غير المادي للبشرية ابتداء من سنة 2025.
تتميز أزياء التكشيطة المغربية بنوعية الأقمشة الفاخرة التي تستخدم في صناعتها، وألوانها الجريئة والمتناغمة، إضافة إلى التطريز بشكل كثيف أحيانا، والتصميم الذي يراعي عنصر الاحتشام والرونق، من دون أن يؤثر في الجمال العام للزي، بل قد يضفي في كثير من الأحيان نوعا من الوقار والتألق.[بحاجة لمصدر]

## تاريخ
عرف السلطان أحمد المنصور الذهبي سلطان الدولة السعدية بأناقته وكان اللون الأبيض من أهم ما يميز لباسه. أما ما يعرف اليوم باسم تكشيطة أو منصورية فهي من إختراع السلطان أحمد المنصور الذهبي وسميت بإسمه المنصورية، حيث يقول المؤرخ «محمد الصغير بن الحاج محمد بن عبد الله الأفراني» في هذا الأمر «وهو لباس من ملف لم يكن مستعملا من قبله وهو أول من اخترعه أضيف إليه فقيل: المنصورية». ويقول إبراهيم بن علي الحساني «اتخذ المنصور زيا خاصا أدخل فيه القفطان والمنصورية التي نسبت إليه».

## وصلات داخلية
- اللباس التقليدي المغربي
- المضمة
- المجدول (حزام)
- الشربيل
- قفطان مغربي
- قفطان مغربي أصيل
- قفطان مغربي عريق